# Fraccionamiento Lomas del Refugio
Fraccionamiento Lomas del Refugio är en ort i Mexiko.   Den ligger i kommunen León och delstaten Guanajuato, i den centrala delen av landet, 300 km nordväst om huvudstaden Mexico City. Fraccionamiento Lomas del Refugio ligger 1 992 meter över havet och antalet invånare är 300.
Terrängen runt Fraccionamiento Lomas del Refugio är kuperad åt nordväst, men åt sydost är den platt. Runt Fraccionamiento Lomas del Refugio är det mycket tätbefolkat, med 1 313 invånare per kvadratkilometer. Närmaste större samhälle är León de los Aldama, 7,4 km sydost om Fraccionamiento Lomas del Refugio. Runt Fraccionamiento Lomas del Refugio är det i huvudsak tätbebyggt.